# Барсучье (Челябинская область)
Барсучье — деревня в Октябрьском районе Челябинской области России. Входит в состав Октябрьского сельского поселения.

## География
Деревня находится на востоке Челябинской области, в лесостепной зоне, на западном берегу озера Барсучье, на расстоянии примерно 5 километров (по прямой) к северо-западу от села Октябрьское, административного центра района. Абсолютная высота — 181 метр над уровнем моря.

## История
Деревня основана на рубеже 19-20 вв. немецкими переселенцами из Мелитопольского уезда Таврической губерни. Первоначальное название — "Восьмое поселение". В 1930 организован колхоз «Наша правда», который в 1970 вошел в состав колхоза «Красный Октябрь». На местном кладбище установлен памятник жертвам политических репрессий. После 1993 большинство жителей немецкой национальности выехали на постоянное место жительства в Германию.

## Население
| 2002 | 2010 |
| ---- | ---- |
| 485  | ↘375 |

Гендерный состав
По данным Всероссийской переписи населения 2010 года в гендерной структуре населения мужчины составляли 49,9 %, женщины — соответственно 50,1 %.
Национальный состав
Согласно результатам переписи 2002 года, в национальной структуре населения русские составляли 60 %.

## Улицы
Уличная сеть деревни состоит из двух улиц: центральная и молодёжная.